# Djangos blutige Spur
Djangos blutige Spur (Originaltitel: La lunga cavalcata della vendetta) ist ein 1972 entstandener Italowestern unter der Regie von Tanio Boccia. Der niedrig budgetierte Film wurde im deutschsprachigen Raum am 15. August 1986 im Privatfernsehen erstmals aufgeführt und dann auf Video veröffentlicht. Alternativtitel ist Djangos Spur.

## Handlung
Deborah Carter muss auf Drängen der Eisenbahngesellschaft die Farm ihrer Eltern verkaufen; später wird sie von Mexikanern, die von Montana angeführt werden, ausgeraubt, vergewaltigt und ermordet. Ihr Bruder Jeff, der im Sezessionskrieg gekämpft hat, macht sich auf, sie zu rächen. Nachdem er drei von Montanas Männern getötet hat, benutzt er die schöne Jane, um ihm eine Falle zu stellen. Es stellt sich dann heraus, dass Deborahs Untergebener Jerome mit Montana gemeinsame Sache gemacht hat. Jeff tötet ihn, nimmt das Geld an sich und reitet davon.

## Kritik
Die Segnalazioni Cinematografiche urteilten, der in Darstellung und Regie sehr bescheidene Film reduziere sich auf die Wiederholung sattsam bekannter Situationen und Motive. Auch das Lexikon des internationalen Films sah einen „handelsübliche(n) brutale(n) Italo-Western nach dem in diesem Genre gängigen stereotypen Geld- und Rache-Motiv.“ Genrekenner Christian Keßler, der den Film für sehr langweilig hält, merkt an, der spannendste Teil sei an den Anfang gestellt und der Rest dann in Rückblenden erzählt.